# Adrianópolis (Paraná)
Adrianópolis ist ein brasilianisches Munizip im Südosten des Bundesstaats Paraná. Es hat 6.256 Einwohner (2022), die sich Adrianopolitaner oder Adrianopolenser nennen. Seine Fläche beträgt 1.349 km². Es liegt 168 Meter über dem Meeresspiegel.

## Etymologie
Das Munizip erhielt seinen Namen zu Ehren von Adriano Seabra da Fonseca. Fonseca war ein portugiesischer Unternehmer, der sich als Eigentümer des Bergbauunternehmens Companhia Plumbum S.A ab 1937 stark  für die Errichtung und Förderung der Stadt einsetzte.
Eine Zeit lang hatte der Ort Epitácio Pessoa geheißen, doch diese Bezeichnung hielt sich nicht, da der namensgebende vormalige Präsident Brasiliens Epitácio Lindolfo da Silva Pessoa im Ort nicht unumstritten war. Am 31. Dezember 1937 wurde das Dorf zum Distrikt von Bocaiuva do Sul erhoben und der Name in Paranaí geändert. Erst mit der Erhebung zum Munizip erhielt der Ort 1961 seinen heutigen Namen.

## Geschichte

### Besiedlung
Die Bewegung auf dem Gebiet der heutigen Gemeinde Adrianópolis ist recht alt. Die Förderung der natürlichen Ressourcen, die in der Gemeinde in großem Umfang vorhanden sind, war der Grund für die Ansiedlung vieler Familien in diesem Ort. Im Jahr 1937 begann der Portugiese Adriano Seabra da Fonseca mit der Erschließung von Bodenschätzen in der Region, die auch heute noch die Grundlage des wirtschaftlichen Lebens der Stadt bilden.

### Erhebung zum Munizip
Adrianópolis wurde durch das Staatsgesetz Nr. 4245 vom 25. Juli 1960 aus Bocaiúva do Sul ausgegliedert und in den Rang eines Munizips erhoben. Es wurde am 15. November 1961 als Munizip installiert.

## Geografie

### Fläche und Lage
Adrianópolis liegt auf dem Primeiro Planalto Paranaense (der Ersten oder Curitiba-Hochebene von Paraná). Seine Fläche beträgt 1.349 km². Es liegt auf einer Höhe von 168 Metern.

### Vegetation
Das Biom von Adrianópolis ist Mata Atlântica.

### Klima
Das Klima ist gemäßigt warm. Es werden hohe Niederschlagsmengen verzeichnet (1.689 mm pro Jahr). Im Jahresdurchschnitt liegt die Temperatur bei 19,2 °C. Die Klimaklassifikation nach Köppen und Geiger lautet Cfa.

### Gewässer
Adrianópolis liegt im Einzugsgebiet des Rio Ribeira. Dieser bildet die nördliche Grenze des Munizips. Im Westen wird es vom Rio do Rocha, im Osten vom Rio Pardo begrenzt. Innerhalb des Munizipgebiets fließen weitere Flüsse zum Ribeira, zum Beispiel der Ribeirão Grande oder der Rio São Sebastião.

### Straßen
Adrianópolis ist über die BR-476 mit Curitiba verbunden. Über die BR-373 kommt man im Norden nach Itapetininga im Staat São Paulo.

### Nachbarmunizipien
|              |                                             |                     |
| Ribeira (SP) | Kompassrose, die auf Nachbargemeinden zeigt | Barra do Turvo (SP) |
| Cerro Azul   | Tunas do Paraná                             |                     |

## Stadtverwaltung
Bürgermeister: Vandir de Oliveira Rosa, PSD (2021–2024)
Vizebürgermeister: Israel Rodrigues, PSD (2021–2024)

## Demografie

### Bevölkerungsentwicklung
| Jahr | Einwohner | Stadt | Land |
| ---- | --------- | ----- | ---- |
| 1970 | 11.540    | 7 %   | 93 % |
| 1980 | 11.122    | 10 %  | 90 % |
| 1991 | 8.935     | 18 %  | 82 % |
| 2000 | 7.007     | 23 %  | 77 % |
| 2010 | 6.376     | 32 %  | 68 % |
| 2021 | 6.256     |       |      |

Quelle: IBGE, bis 2010: Volkszählungen und Volkszählung 2022

### Ethnische Zusammensetzung
| Gruppe * | 1991    | 2000    | 2010    | wer sich als …                                                                   |
| --- | ------- | ------- | ------- | -------------------------------------------------------------------------------- |
| Weiße | 47,5 %  | 52,0 %  | 46,7 %  | weiß bezeichnet                                                                  |
| Schwarze | 3,4 %   | 5,5 %   | 5,8 %   | schwarz bezeichnet                                                               |
| Gelbe | 0,0 %   | 0,3 %   | 0,5 %   | von fernöstlicher Herkunft wie japanisch, chinesisch, koreanisch etc. bezeichnet |
| Braune | 49,0 %  | 41,8 %  | 46,7 %  | braun oder als Mischung aus mehreren Gruppen bezeichnet                          |
| Indigene | 0,0 %   | 0,2 %   | 0,4 %   | Ureinwohner oder Indio bezeichnet                                                |
| ohne Angabe | 0,2 %   | 0,3 %   | 0,0 %   |                                                                                  |
| Gesamt | 100,0 % | 100,0 % | 100,0 % |                                                                                  |
| *) Das IBGE verwendet für Volkszählungen ausschließlich diese fünf Gruppen. Es verzichtet bewusst auf Erläuterungen. Die Zugehörigkeit wird vom Einwohner selbst festgelegt. |         |         |         |                                                                                  |

Quelle: IBGE (Stand: 1991, 2000 und 2010)

## Wirtschaft

### Kennzahlen
Mit einem Bruttoinlandsprodukt pro Einwohner von 36.344,53 R$ (rund 8.100 €) lag Adrianópolis 2019 an 113. Stelle der 399 Munizipien Paranás.
Sein mittelhoher Index der menschlichen Entwicklung von 0,667 (2010) setzte es auf den 280. Platz der paranaischen Munizipien.